# 9227 Ashida
9227 Ashida (tên chỉ định: 1996 BO2) là một tiểu hành tinh vành đai chính. Nó được phát hiện bởi Takao Kobayashi ở Ōizumi Observatory ở Ōizumi, tỉnh Gunma, Nhật Bản, ngày 26 tháng 1 năm 1996. Nó được đặt theo tên Masafumi Ashida.